# Bionade
Bionade ist ein alkoholfreies Erfrischungsgetränk der zur Hassia Mineralquellen gehörenden Bionade GmbH aus Ostheim vor der Rhön in Unterfranken.

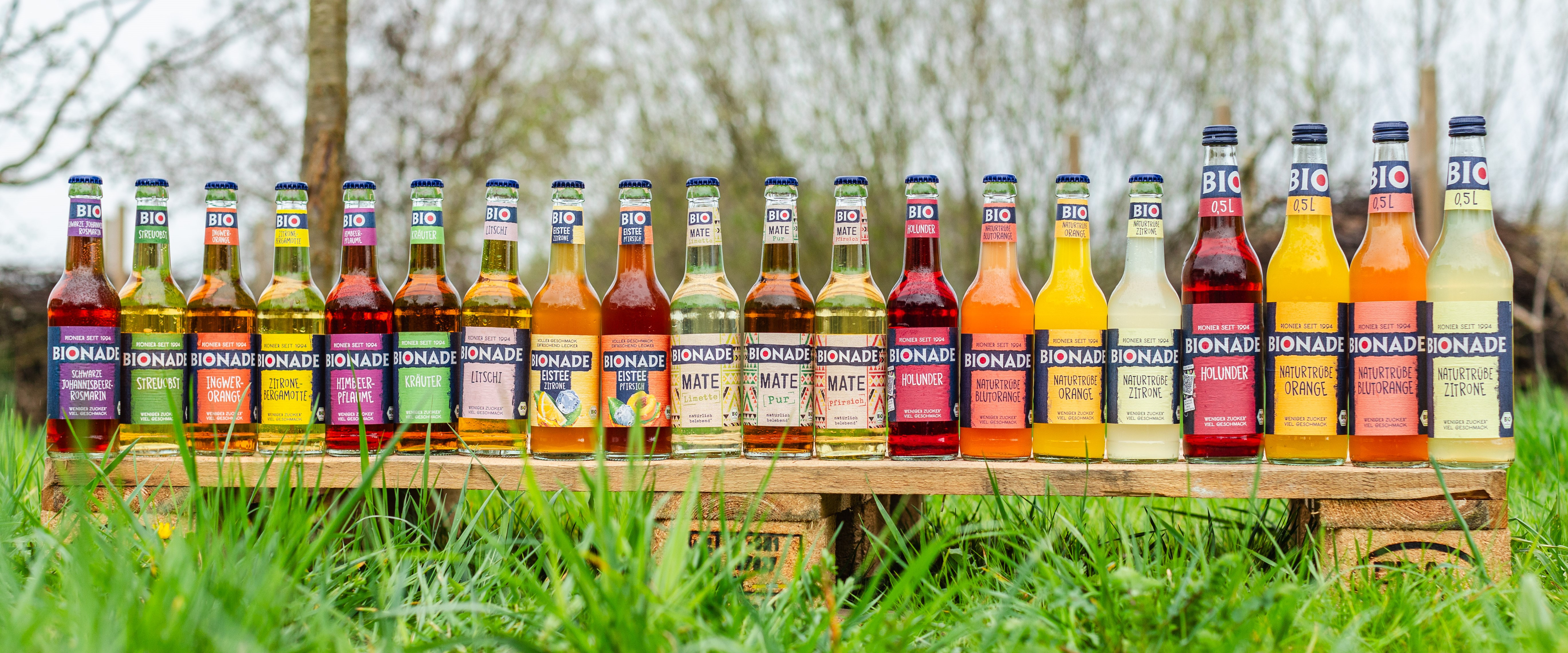
Bionade-Sortiment (2024)

Sie ist in den Geschmackssorten Holunder, Naturtrübe Orange, Naturtrübe Zitrone, Naturtrübe Blutorange, Litschi, Kräuter, Zitrone-Bergamotte, Schwarze Johannisbeere-Rosmarin, Ingwer-Orange, Himbeer-Pflaume, Streuobst, sowie Mate Pur, Mate Pfirsich und Mate Limette erhältlich. 2024 wurden zwei Eistees in den Geschmacksrichtungen Pfirsich und Zitrone eingeführt. Nicht mehr hergestellt werden die Sorten Quitte, Cola und Aktiv.
Verkauft werden diese Produkte hauptsächlich in 0,33l-Glasflaschen. Dazu sind die Sorten Holunder, Naturtrübe Zitrone, Naturtrübe Orange und Naturtrübe Blutorange auch in 0,5l-Glasflaschen erhältlich, sowie die Sorten Holunder, Naturtrübe Zitrone und Naturtrübe Orange auch 0,5l-PET-Flaschen. Es werden zu 92 % Glas-Gebinde sowie 8 % PET-Gebinde verwendet.

## Herstellung
Bionade wird durch Fermentation (Vergärung) von Malz aus kontrolliert-biologisch gewonnenen Rohstoffen hergestellt.
Im patentierten Herstellungsverfahren wird durch einen der in Kombucha enthaltenen Bakterienstämme (Gluconobacter oxydans) Zucker nicht zu Alkohol wie beim Bierbrauen, sondern zu Gluconsäure vergoren. Ähnlich wie bei Bier werden die Ausgangsstoffe Malz und Wasser verwendet. Nach der Lagerung und Filtrierung werden Kohlenstoffdioxid, Zucker und je nach Geschmacksrichtung natürliche Frucht- und Kräuteraromen zugesetzt. Die Gluconsäure wirkt dabei als Konservierungsmittel.

## Geschichte
Bionade wurde 1994 vom Braumeister Dieter Leipold erfunden. Die Familien Leipold und Kowalsky waren Eigentümer der damals vor der Insolvenz stehenden Peter Brauerei in Ostheim v. d. Rhön.
Der Bremer Unternehmer Helmut Diez sanierte die insolvente Ostheimer Brauerei und entwickelte die ersten Marketing-, Firmen- und Distributionsmodelle der Bionade.
Leipold hat die Patent- und Markenrechte an die Terragetik GmbH & Co. Innovations KG übertragen, die sich zu 80 % im Besitz seiner Frau Sigrid Peter-Leipold und seiner Söhne Stephan und Peter Kowalsky sowie zweier Patentanwälte mit jeweils 10 % befindet.
Die Bionade Deutschland GmbH verkaufte das Konzentrat an die Bionade GmbH (Eigentümer: 51 % Egon Schindel und 49 % Stephan und Peter Kowalsky).
Im Jahr 2005 startete Bionade die Initiative Bio-Landbau Rhön, ein regionales Anbauprojekt, das zertifizierte Bio-Landwirte vereint.
Die Anteile Egon Schindels bzw. der Rhönsprudel wären im Jahre 2025 an die Familie Leipold zurückgefallen. Laut einem Artikel der Lebensmittel Zeitung sollte dieser Anteil über das Bankhaus Sal. Oppenheim verkauft werden. Interesse hätten, neben anderen, Coca-Cola sowie die Familie Leipold bekundet. Ein Übernahmeangebot von Coca-Cola lehnte die Unternehmensleitung ab. Der Neologismus Bionade-Biedermeier entstand 2007 und wird seitdem auch für sich betont nachhaltig gebende gesellschaftliche Gruppen (LOHAS) und Gentrifizierungserscheinungen verwendet.
Am 1. Oktober 2009 wurde bekannt, dass die Radeberger-Gruppe den 51-prozentigen Anteil der Egon Schindel Holding GmbH an der Vertriebsgesellschaft für Bionade für etwa 20 Millionen Euro übernehmen wird.
Bis April 2010 wurde der Anteil von Oetker auf 70 % erhöht.
Der Erfolg von Bionade in Deutschland führte zu zahlreichen Nachahmerprodukten. Im Juli 2007 erließ das Landgericht Hamburg auf Antrag der Bionade GmbH eine einstweilige Verfügung gegen die Handelskette Plus bezüglich des Vertriebs eines ähnlich gestalteten Produkts.
Nach Umsatzeinbrüchen und einem Streit der Gründerfamilie mit Radeberger über die zukünftige Gesellschaftsform verkauften die Gründer im Februar 2012 ihren Restanteil in Höhe von 30 % an Radeberger/Oetker.
Zum 1. Januar 2018 übernahm die Hassia Mineralquellen GmbH & Co. KG die Bionade GmbH und damit die Marken Bionade und Ti Erfrischungstee zu 100 %.
Während der „Bionade-Produktionsstandort im fränkischen Ostheim“ weiterhin fester Bestandteil der Marke bleibt und „die dort tätigen Mitarbeiter mit der Übernahme weiterhin beschäftigt werden“, hat das Marketing- und Vertriebsteam seinen Sitz bei Hassia Mineralquellen in Bad Vilbel.

## Vermarktung und Vertrieb

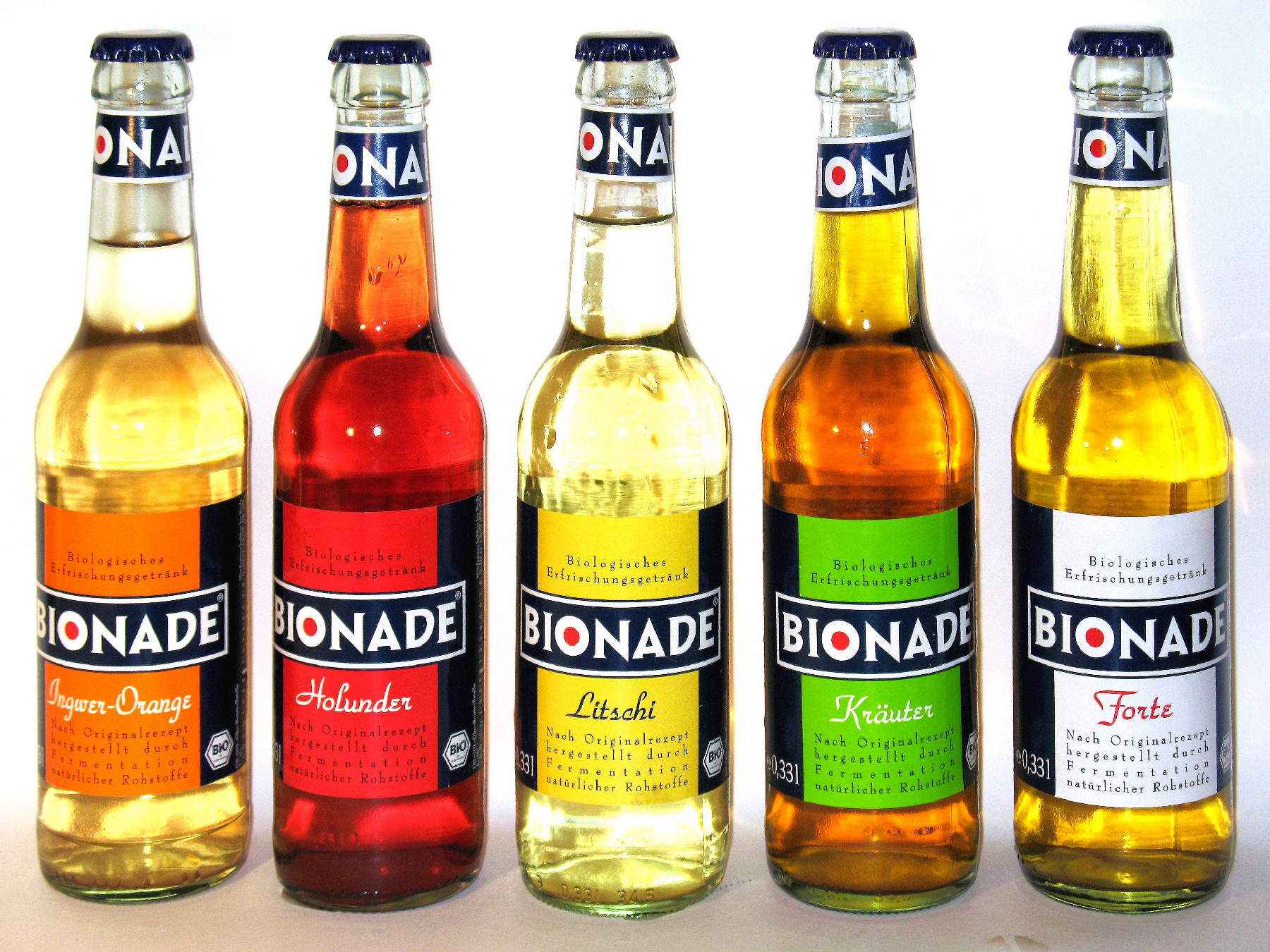
Verschiedene Sorten Bionade (2007)

Nachdem zunächst nur Kurkliniken und Fitnessstudios Abnehmer waren, nahm 1997 der Hamburger Getränkegroßhändler Göttsche Bionade in sein Sortiment auf. Über diesen Weg fand sie Einzug in Hamburger Gaststätten und Kneipen und wurde zum Szenegetränk. Als ein Grund für diesen Erfolg gilt, dass es sich bei Bionade um ein nichtalkoholisches Getränk in einer klassischen Bierflasche handelte. Die steigende Nachfrage in Hamburg sorgte dafür, dass die norddeutsche Drogeriekette Budnikowsky das Getränk in ihr Sortiment nahm. Außerdem gehörte Bionade inzwischen zum Standardsortiment der meisten Bioläden und Biosupermärkte in Deutschland. 2002 wurden bereits 2 Millionen Flaschen abgesetzt.
Nach Artikeln in Wirtschaftsmagazinen wie brand eins oder dem manager magazin über das Getränk im Jahr 2003 nahmen auch große Supermarktketten die Bionade in ihr Sortiment.
Einen weiteren Absatzschub und eine Steigerung des Bekanntheitsgrades erfuhr das Unternehmen dadurch, dass die Deutsche Bahn das Getränk zum 1. Oktober 2006 in ihr Regelsortiment für die Bordgastronomie (Speisewagen) aufnahm, sowie durch die Aufnahme in das Sortiment von dem von McDonald’s betriebenen Shop-in-the-Shop-Konzept „McCafé“ im Jahr 2007.
Seit Anfang 2005 wird Bionade zusätzlich zur 0,33-l-Pfandflasche aus Glas in der (ebenfalls pfandpflichtigen) 0,5-l-Einwegvariante aus PET angeboten, vornehmlich an Tankstellen, Bahnhöfen und Flughäfen.
Da Coca-Cola das Unternehmen nicht übernehmen konnte, vertrieb es ab 2005 die Bionade-Produkte als Handelsware über ihre Tochter CCE.
2010 hat Radeberger den Vertrieb übernommen.
Zum Ende 2007 war Bionade auf dem europäischen Markt sowie in einigen Ländern außerhalb Europas und in den USA präsent.
Zum 1. Juli 2008 wurde der Preis von Bionade um 33 % auf einen Flaschenpreis von 79 Cent erhöht. Die Begründung, dass man sich von Nachahmer-Produkten absetzen müsse – denn „das Original ist nun einmal das teuerste Produkt“ – stieß bei Händlern, Verbrauchern und in der Presse auf Kritik. Der Absatz ging daraufhin von 200 (2007) auf 160 Millionen Flaschen (2008) zurück. Die Erhöhung soll auf Druck des Mehrheitsgesellschafters, der Egon Schindel Holding GmbH, erfolgt sein.

### Nachhaltigkeit
Das Unternehmen unterstützt Initiativen zur Förderung der biologischen Vielfalt und setzt sich für den Naturschutz sowie die Umweltbildung ein: Seit 2014 ist Bionade in die Bienenhaltung eingestiegen.

## Bewertung

### Messergebnisse bei Öko-Test
Nach Herstellerangaben enthält Bionade etwa 4 % Zucker. Bei einem Test der Zeitschrift Öko-Test im Januar 2008 wurde jedoch in verschiedenen Proben der Geschmacksrichtung Ingwer-Orange ein deutlich höherer Zuckeranteil ermittelt. Außerdem wurde vom beauftragten Labor ein erhöhter Nickelwert festgestellt. Die Bionade erhielt daher nur das Testurteil „befriedigend“.
Der Hersteller bezeichnete die Messergebnisse als falsch und erwirkte zunächst einen vorläufigen Rechtsschutz beim Landgericht Hamburg, der Öko-Test die Veröffentlichung der Ergebnisse untersagte. Diese einstweilige Verfügung wurde Anfang März jedoch aufgehoben.
Die Bionade GmbH erklärte in einer Stellungnahme am 7. Januar 2008, sie könne den erhöhten Nickelwert nicht bestätigen, eigene Messungen hätten deutlich niedrigere Werte ergeben. Gegen die Veröffentlichung des Nickelwerts beantragte sie jedoch keine einstweilige Verfügung. Ferner führte die Bionade GmbH aus: „Der von Ökotest für Bionade Ingwer-Orange ermittelte Zuckergehalt von rund 6 Stück Würfelzucker pro 0,33 l ist falsch, er resultiert nachweislich aus einer falschen Messung beziehungsweise Messmethode. Der tatsächliche Zuckergehalt beträgt nur 4,7 Stück Würfelzucker pro 0,33 l (=  43 g/l). wie es der Deklaration entspricht.“
Bionade darf allerdings nicht mehr behaupten, die Messung bzw. die Messmethode sei falsch. Die Firma hat gegenüber Öko-Test eine entsprechende Unterlassungserklärung abgegeben. Trotz der abgegebenen Unterlassungserklärung stand die Pressemitteilung mit der Behauptung jedoch noch fast ein Jahr im Netz. Das kostete Bionade dann eine Vertragsstrafe in Höhe von 6.000 €.
Öko-Test teilte dazu im März mit: „Auf unseren Widerspruch und nach einer mündlichen Verhandlung hat das Gericht die einstweilige Verfügung jetzt aufgehoben. Im Laufe der Auseinandersetzung stellt sich heraus, dass Bionade offenbar eine gleichbleibende Qualität zumindest in der von Öko-Test untersuchten Geschmacksrichtung Ingwer-Orange nicht sicherstellen kann. So schwankt der Zuckergehalt in den drei von Bionade selbst vorgelegten Untersuchungen um über 9 %, unter Einbeziehung der Ergebnisse von Öko-Test liegt die Schwankung sogar noch höher. Zudem liegt der Zuckergehalt in allen drei von Bionade vorgelegten Ergebnissen über dem deklarierten Gehalt.“

### Calcium- und Magnesiumgehalt
Im Juni 2008 entschied das Landgericht Düsseldorf auf Antrag der „Landwert Bio Premium GmbH“, die mit der Limonade Bios ein Konkurrenzprodukt anbietet, in einer einstweiligen Verfügung, dass Bionade nicht mit dem hohen Calcium- und Magnesiumgehalt beworben werden dürfe, da das Getränk die Minimalvorgaben des Gesetzgebers bei weitem nicht erreiche. Das Landgericht bestätigte die Entscheidung am 23. Juli 2008. Danach darf Bionade ab 1. August 2008 nur noch die Sorte Aktiv als calcium- und magnesiumreich bewerben.
Bionade ging auch gegen die Landwert Bio Premium GmbH vor dem Landgericht Hamburg vor, um bestimmte Angaben zum Getränk sowie einen Vergleich des Zuckergehalts untersagen zu lassen; das wurde nur teilweise erreicht.

### Zutaten aus konventioneller Landwirtschaft
Die Organisation Foodwatch recherchierte im November 2008, dass Bionade nicht hundertprozentig biologisch sei. So gebe es beispielsweise zu wenig Bio-Litschis, um daraus Bio-Saft zu machen. Dazu erklärte Peter Kowalsky: „Leider gab es noch nie genug Bio-Litschis.“ Die Firma lasse derzeit in Südafrika eine Plantage vorbereiten, mit deren Erträgen in drei Jahren gerechnet werden könne. Das EU-Bio-Siegel schreibt dazu vor, dass damit zertifizierte Produkte zu mindestens 95 % aus nachweislich ökologischem Anbau stammen müssen. Diesen Spielraum nutzte Bionade in der Vergangenheit aufgrund mangelnder Warenverfügbarkeit aus. Seit dem Jahr 2009 setzt Bionade nach eigenen Angaben jedoch ausschließlich landwirtschaftliche Rohstoffe ein, die zu 100 % aus kontrolliert biologischem Anbau stammen.

## Verkaufszahlen
|  |

Während in den Jahren 2002 und 2003 der Absatz bei zwei Millionen Flaschen lag, betrug er 2004 rund 7 Mio., 2005 20 Mio., 2006 bereits 70 Mio. und 2007 sogar 200 Mio. Flaschen. 2008 wurden nach einer erheblichen Preiserhöhung (siehe oben) nur noch 160 Mio. Flaschen verkauft. Im darauf folgenden Jahr brach der Absatz auf 85 Mio. Flaschen ein und sank im Jahr 2010 auf 60 Mio. Flaschen. Dieser Absatz konnte im Jahr 2011 stabilisiert werden. Die Erklärung liegt für Marketingexperten, neben der durchgeführten Preiserhöhung, in einem Imageverlust infolge der Übernahme durch die Radeberger-Gruppe und in einer daraus folgenden inkonsequenten Vermarktungsstrategie.